# سامی مای
سامی مای (انگلیسی: Samy Mmaee؛ زادهٔ ۸ سپتامبر ۱۹۹۶) بازیکن فوتبال اهل مراکش است.
از باشگاه‌هایی که در آن بازی کرده‌است می‌توان به خنت اشاره کرد.
وی همچنین در تیم‌های ملی فوتبال زیر ۲۱ سال بلژیک و مراکش بازی کرده‌است.